# Kelly Parker
Kelly Parker, född den 8 mars 1981 i Regina, Kanada, är en kanadensisk fotbollsspelare som tog OS-brons i damfotbollsturneringen vid de olympiska fotbollsturneringarna 2012 i London. 